# (4433) Goldstone
(4433) Goldstone es un asteroide perteneciente al cinturón de asteroides, descubierto el 30 de agosto de 1981 por Edward Bowell desde la Estación Anderson Mesa (condado de Coconino, cerca de Flagstaff, Arizona, Estados Unidos).

## Designación y nombre
Designado provisionalmente como 1981 QP. Fue nombrado Goldstone en homenaje al Complejo de Espacio Profundo de Goldstone Comunicaciones (Goldstone Deep Space Communications Complex) en el desierto de Mojave al sur de California.

## Características orbitales
Goldstone está situado a una distancia media del Sol de 2,431 ua, pudiendo alejarse hasta 2,765 ua y acercarse hasta 2,096 ua. Su excentricidad es 0,137 y la inclinación orbital 9,347 grados. Emplea 1384 días en completar una órbita alrededor del Sol.

## Características físicas
La magnitud absoluta de Goldstone es 13. Tiene 8,433 km de diámetro y su albedo se estima en 0,143.